# Dolga Njiva pri Šentlovrencu
Dolga Njiva pri Šentlovrencu je naselje v občini Trebnje.
Dolga Njiva pri Šentlovrencu je gručasta vas na stiku dveh hribov, ki se s podolgovatima hrbtoma raztezata med travnato Dolgonjivsko in Marovško dolino. Kraj se prvič omenja leta 1139, sestavljen pa je iz dveh delov: Dolenje in Gorenje Dolge njive. Dolgonjivsko dolino pod Velikim Vidmom večkrat poplavlja potok Zarovščica, ki priteka izpod Zagriča po Bajčevi dolini in Dolgih travnikih, v Starjeku  pa se združi s Potokom iz Moravške doline in doline Prejsar – Lopar, od tod pa teče hudourniška voda po Šentlovrenški dolini v Temenico. Vas obdaja nekaj njiv na pretežno nagnjenih legah, vaščani pa imajo vinograde na Lačenbergu. 
Zunaj vasi stoji cerkev Najdenja svetega Križa, ki je v jedru romanska zgradba z ohranjenim prvotnim okencem in v 17. stoletju prislonjenim tristranim, širokim prezbiterijem. V notranjosti je ladja ravnostropna, prezbiterij je obokan, glavni oltar pa je iz leta 1868.